# 薄寮大學
薄寮大学（越南语：／?）是位于越南湄公河三角洲薄寮省薄寮市的一所全日制公办本科大學。

## 历史沿革
2006年11月28日，越南政府总理阮晋勇签署第1558/QĐ-TTg号政令，同意整合薄寮师范高等专科学校及薄寮省继续教育中心的资源，合并成立本科层次的薄寮大学，并明定学校为隶属于薄寮省人民委员会的公办大学。